# Astroboa
Genre
Astroboa est un genre d'ophiures (échinodermes) de la famille des Gorgonocephalidae.

## Caractéristiques
Ce genre se distingue au sein de sa famille par des piquants ne commençant pas avant la quatrième ramification des bras, et des bras qui au niveau basal sont aussi larges que hauts. 

## Liste des espèces
Selon World Register of Marine Species (1 février 2014) : 
- Astroboa albatrossi Döderlein, 1927
- Astroboa arctos Matsumoto, 1915
- Astroboa clavata (Lyman, 1861)
- Astroboa ernae Döderlein, 1911
- Astroboa globifera (Döderlein, 1902)
- Astroboa granulatus (H.L. Clark, 1938)
- Astroboa nigrofurcata Döderlein, 1927
- Astroboa nuda (Lyman, 1874)
- Astroboa tuberculosa Koehler, 1930

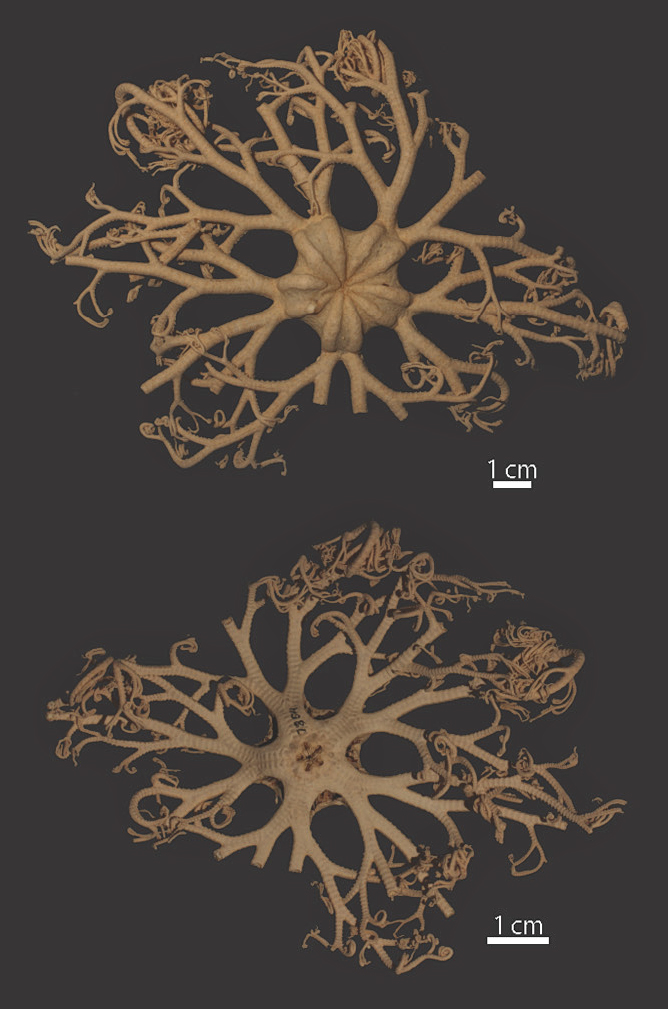
Astroboa clavata (spécimen séché)
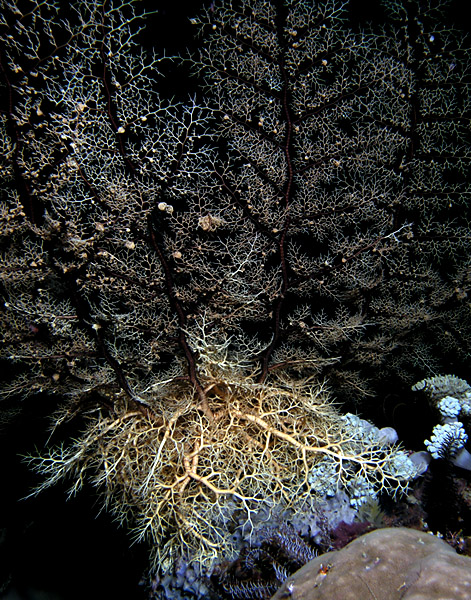
Astroboa granulatus au Timor.
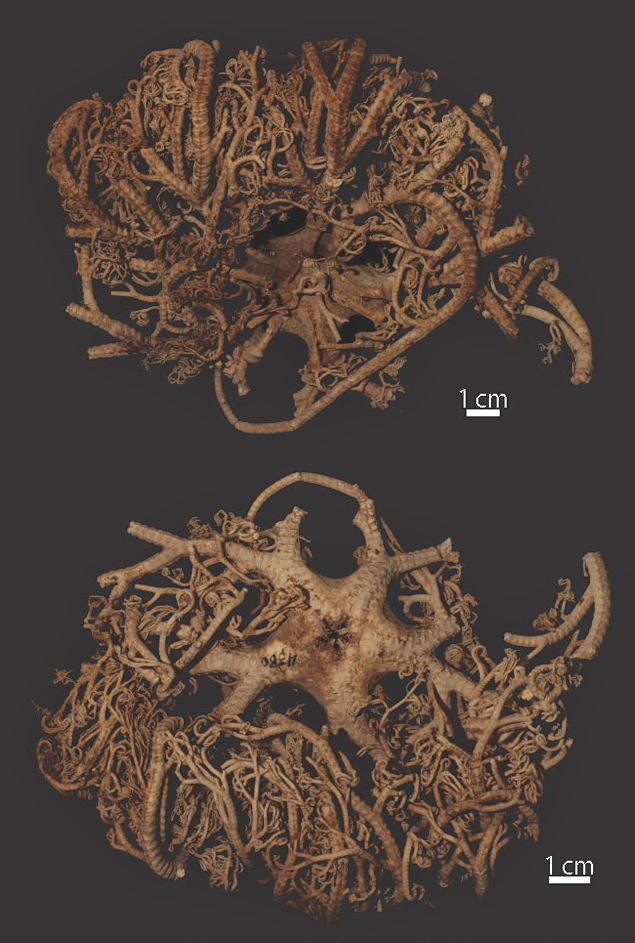
Astroboa nigrofurcata (spécimen séché)
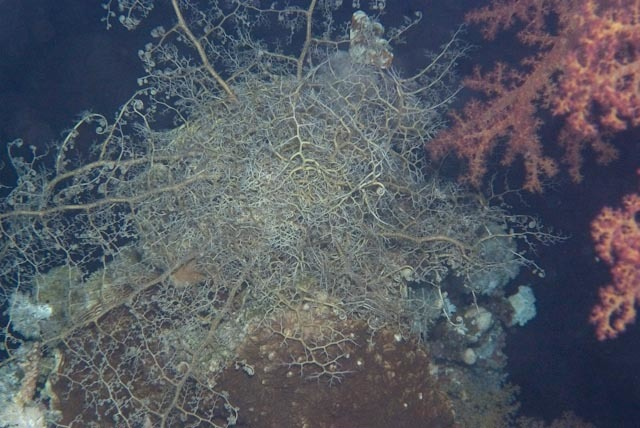
Astroboa nuda.
Astroboa tuberculosa